# 제임스 닐

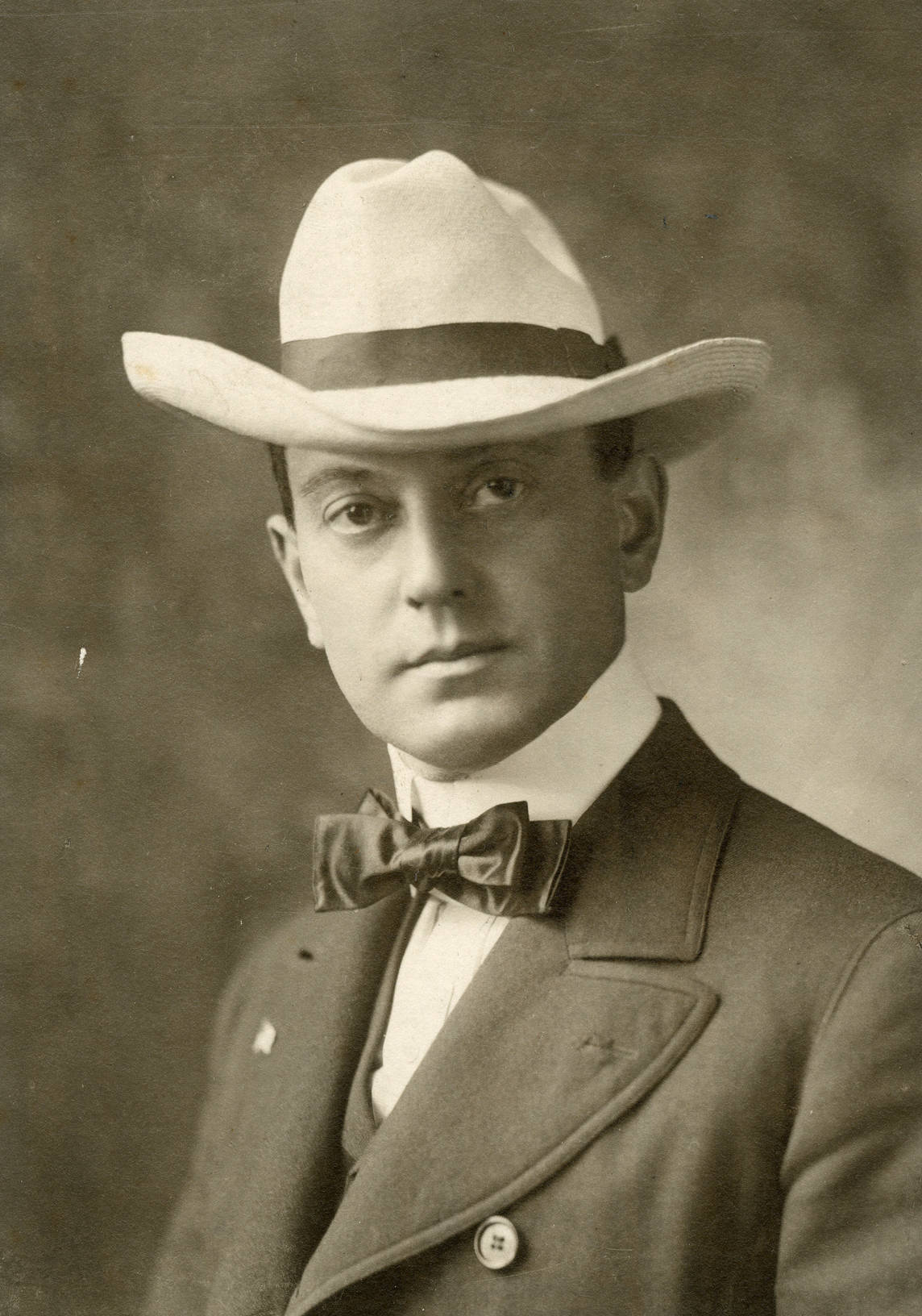

제임스 닐(James Neill, 1860년 9월 29일 ~ 1931년 3월 16일)은 미국의 배우, 영화 감독, 연극 배우, 영화배우이다.
서배너에서 태어났으며 글렌데일에서 사망하였다.

## 영화
- 왕중왕 (1927년)
- 십계 (1923년)
- 스윗 키티 벨라이스 (1916년)
- 사기꾼 (1915년)